# 페리 리처드슨
페리 리처드슨(Perry Richardson, 1963년 7월 7일 출생)은 2000년까지 하드 록 밴드 파이어하우스에서 활동했으며 현재 스트라이퍼의 베이시스트로 활동하고 있는 미국의 베이시스트이다.

## 전기
리처드슨은 콘웨이, 사우스캐롤라이나주에 있는 콘웨이 고등학교를 졸업하고 1980년 사우스캐롤라이나/코스탈 캐롤라이나 대학교에서 경영학 학사 학위를 받았다.
리처드슨은 노스캐롤라이나주에서 C. J. 스네어를 만나 Maxx Warrior라는 밴드를 시작했다. 결국 그들은 빌 레버티와 마이클 포스터(White Heat라는 밴드와 연주하고 있었다)를 만났다. 넷은 샬럿에서 모여 1989년에 파이어하우스를 시작했다. 밴드와 함께 그들은 전 세계적으로 7백만 장 이상의 앨범을 판매했으며, 1991년 "가장 좋아하는 신인 헤비메탈/하드록 아티스트"로 아메리칸 뮤직 어워드를 수상했다. 그는 1995년 사우스캐롤라이나 엔터테인먼트 명예의 전당에 헌액되었다.
2000년 파이어하우스를 떠난 후, 리처드슨은 컨트리 음악 연주자 크레이그 모건과 트레이스 애드킨스의 베이스를 연주했다.
2017년 10월 30일, 크리스천 메탈 밴드 스트라이퍼는 리처드슨이 팀 게인즈를 대신할 새로운 베이시스트가 될 것이라고 발표했다.

## 음반 목록

### Maxx Warrior와 함께
- Maxx Warrior (1985)

### 파이어하우스와 함께
- FireHouse (1990)
- Hold Your Fire (1992)
- 3 (1995)
- Good Acoustics (1996)
- Category 5 (1998)
- Best of Firehouse (1998)
- Super Hits (2000)
- Bring 'Em Out Live (1999)

### 스트라이퍼와 함께
- God Damn Evil (2018)
- Even the Devil Believes (2020)
- The Final Battle (2022)
- To Hell With The Amps (Acoustic) (2024)
- When We Were Kings (2024)